# Neoramia marama
Neoramia marama là một loài nhện trong họ Agelenidae.
Loài này thuộc chi Neoramia. Neoramia marama được miêu tả năm 1973 bởi Raymond Robert Forster & Wilton.